# Gongyi (socken i Kina, lat 30,71, long 103,61)
Gongyi (kinesiska: 公议乡, 公议) är en socken i Kina. Den ligger i provinsen Sichuan, i den sydvästra delen av landet, omkring 44 kilometer väster om provinshuvudstaden Chengdu. Antalet invånare är 13 097. Befolkningen består av 6 505 kvinnor och 6 592 män. Barn under 15 år utgör 9,0 %, vuxna 15-64 år 76 %, och äldre över 65 år 14,0 %.
Genomsnittlig årsnederbörd är 1 318 millimeter. Den regnigaste månaden är juli, med i genomsnitt 377 mm nederbörd, och den torraste är december, med 11 mm nederbörd.